# Мусоринская
Мусоринская — упразднённая деревня в Тарногском районе Вологодской области России.

## География
Урочище находится в северо-восточной части области, в подзоне средней тайги, на левом берегу реки Кокшеньги, на расстоянии примерно 16 километров (по прямой) к северо-западу от села Тарногский Городок, административного центра района.

### Климат
Климат характеризуется как умеренно континентальный, с продолжительной холодной зимой и умеренно тёплым летом. Среднегодовая температура воздуха — +1,5 °C. Средняя температура воздуха самого холодного месяца (января) — −13,6 °C (абсолютный минимум — −52 °C), средняя температура самого тёплого (июля) — +16,8 °С (абсолютный максимум — +37 °С). Вегетационный период длится 115 дней. Среднегодовое количество атмосферных осадков составляет 667 мм, из которых около 67 % выпадает в тёплый период. Снежный покров держится в течение 168 дней. В течение года преобладают ветра юго-западного направления. Среднегодовая скорость ветра 3,3 м/с.

## История
Упоминается в 1685 году как деревня Спасской волости.
В «Списке населенных мест Вологодской губернии по сведениям 1859 года» населённый пункт упомянут как удельная деревня Мусоринская (Малая) Тотемского уезда, расположенная в 94,5 верстах от уездного города. В деревне имелся 6 дворов и проживало 34 человека (16 мужчин и 18 женщин). В 1881 году входила в состав Спасской волости.
По данным 1926 года в деревне имелось 19 хозяйств и проживало 106 человек (51 мужчина и 55 женщин). Действовала школа I ступени. В административном отношении входила в состав Верхнего сельсовета Кокшенгского района.
Действовал колхоз «Красная волна». В 1940 году деревня Мусоринская входила в состав Верхне-Спасского сельсовета Тарногского района. Упразднена не позднее 1973 года.